# Episodi di Jane the Virgin (quarta stagione)
La quarta stagione della serie televisiva Jane the Virgin, composta da 17 episodi, è andata in onda negli Stati Uniti dal 13 ottobre 2017 al 20 aprile 2018 sul network The CW.
In Italia la stagione è stata trasmessa dal 30 aprile al 10 maggio 2018 su Rai 2. A partire dal 30 settembre 2018 l'intera stagione è disponibile sul servizio di streaming on demand Netflix.
| n° | Titolo originale      | Titolo italiano          | Prima TV USA     | Prima TV Italia |
| -- | --------------------- | ------------------------ | ---------------- | --------------- |
| 1  | Chapter Sixty-Five    | Capitolo Sessantacinque  | 13 ottobre 2017  | 30 aprile 2018  |
| 2  | Chapter Sixty-Six     | Capitolo Sessantasei     | 20 ottobre 2017  | 1º maggio 2018  |
| 3  | Chapter Sixty-Seven   | Capitolo Sessantasette   | 27 ottobre 2017  | 1º maggio 2018  |
| 4  | Chapter Sixty-Eight   | Capitolo Sessantotto     | 3 novembre 2017  | 2 maggio 2018   |
| 5  | Chapter Sixty-Nine    | Capitolo Sessantanove    | 10 novembre 2017 | 2 maggio 2018   |
| 6  | Chapter Seventy       | Capitolo Settanta        | 17 novembre 2017 | 3 maggio 2018   |
| 7  | Chapter Seventy-One   | Capitolo Settantuno      | 8 dicembre 2017  | 3 maggio 2018   |
| 8  | Chapter Seventy-Two   | Capitolo Settantadue     | 26 gennaio 2018  | 4 maggio 2018   |
| 9  | Chapter Seventy-Three | Capitolo Settantatré     | 2 febbraio 2018  | 4 maggio 2018   |
| 10 | Chapter Seventy-Four  | Capitolo Settantaquattro | 9 febbraio 2018  | 7 maggio 2018   |
| 11 | Chapter Seventy-Five  | Capitolo Settantacinque  | 2 marzo 2018     | 7 maggio 2018   |
| 12 | Chapter Seventy-Six   | Capitolo Settantasei     | 9 marzo 2018     | 8 maggio 2018   |
| 13 | Chapter Seventy-Seven | Capitolo Settantasette   | 16 marzo 2018    | 8 maggio 2018   |
| 14 | Chapter Seventy-Eight | Capitolo Settantotto     | 23 marzo 2018    | 9 maggio 2018   |
| 15 | Chapter Seventy-Nine  | Capitolo Settantanove    | 6 aprile 2018    | 9 maggio 2018   |
| 16 | Chapter Eighty        | Capitolo Ottanta         | 13 aprile 2018   | 10 maggio 2018  |
| 17 | Chapter Eighty-One    | Capitolo Ottantuno       | 20 aprile 2018   | 10 maggio 2018  |